# Marta Simoncelli
Marta Simoncelli (Frascati, 30 aprile 1982) è una schermitrice italiana, specializzata nel fioretto.
È figlia di Stefano Simoncelli e nipote di Cesare Simoncelli, fondatore del Frascati Scherma in cui Marta inizia la sua carriera schermistica assieme al fratello Luca. Entra poi nel Gruppo Sportivo Fiamme Azzurre della Polizia Penitenziaria.
Insegna nel Frascati Scherma.

## Palmarès

### Risultati élite
In carriera ha ottenuto i seguenti risultati:
Giochi del Mediterraneo
Individuale
- Bronzo nel fioretto ad Almería 2005

Campionati italiani
Individuale
A squadre
- Bronzo nel fioretto a Conegliano Veneto 2002

### Risultati giovani
Mondiali giovani
Individuale
- Argento nel fioretto ad Adalia 2002

A squadre
- Bronzo nel fioretto ad Adalia 2002

Mondiali cadetti
Individuale
- Oro nel fioretto a Keszthely 1999